# Hugo Reyes
Hugo "Hurley" Reyes egy szereplő az ABC Lost című sorozatában. Jorge Garcia alakítja.

## Életrajz
|  | Alább a cselekmény részletei következnek! |

### A repülőgép lezuhanása előtt
Amikor Hugo még kisgyerek volt, nagyon szoros kapcsolatban állt az apjával. Rendszeresen elmentek horgászni a Santa Monica kikötőbe. Tízéves korában, Hurley egy Chevrolet Camaro sportautó megjavításán dolgozott apjával együtt. David megígérte a fiának, hogy ha elkészülnek vele, elutaznak a Grand Canyonhoz. David azonban nem tartotta meg ígéretét; egy napon, mindenféle magyarázat nélkül elhagyta a családját. Hugo azzal próbálta orvosolni elkeseredettségét és apjában való csalódottságát, hogy a kelleténél jóval többet kezdett enni. Ez később súlyos elhízáshoz vezetett nála.
Felnőttként, Hugo (aki később Hurley néven válik ismertté) egy baleset részese lett: egy emelvény összedőlt és két ember életét vesztette. Hurley magát okolta ezért; azt gondolta, hogy az ő súlya miatt történt az egész. Azt azonban nem vette figyelembe, hogy az emelvényen 23-an voltak, holott 8 ember elbírására lett tervezve. Hurley-n depresszió lett úrrá, ezért anyja beutalta őt a Santa Rosa Elmegyógyintézetbe (oda, ahol Libbyt is kezelték, hogy orvosi kezelést kapjon.
A Santa Rosa-ban töltött idő alatt, Hurley-t az orvosa, Dr. Brooks arról próbált meggyőzni, hogy nem ő volt a baleset okozója. Dr. Brooks tudta, hogy Hurley önmagát akarja büntetni az evéssel, ezért felajánlott neki egy diétát. Az intézetben, Hurley többször is "Connect 4"-t ("Négyet köss össze!") játszott egy Leonard nevű beteggel, aki folyamatosan hat számot ismételgetett: 4, 8, 15, 16, 23, és 42.
Hurley próbálta betartani az orvos által előírt diétát, de az egyik "barátja", Dave, lebeszélte róla. Dave igazából nem valós személy, csak Hurley képzeletének szüleménye, ezért Dr. Brooks klonazepám tablettákat írt fel Hurley-nek, hogy megszabaduljon Dave-től. Dave lebeszélte Hurley-t a pirula bevételéről. Dr. Brooks elhatározta, bebizonyítja Hurley-nek, hogy Dave nem létezik. Készített egy közös képet Dave-ről és Hurley-ről, majd megmutatta Hurley-nek. Hurley saját szemeivel győződött meg "barátja" nemlétéről, ezért elfogadva Brooks segítségét, megszabadult tőle.
Miután Hurley-t kiengedték a Santa Rosa-ból, visszaköltözött az anyjához, és visszament a régi munkahelyére, a Mr. Kotkodába. Egy napon, Hurley vásárolt egy lottószelvényt, és megjátszotta Leonard számait. Teljesen ledöbbent, amikor a TV-n keresztül megtudta: ő a rekordnagyságú lottónyeremény szelvényének tulajdonosa.
Hurley önbizalma márazelőtt megnövekedett, hogy átvette volna a nyereményét. Randira hívta a lányt, aki már régóta tetszett neki, és felmondott a Mr. Kotkodánál. Legjobb barátja, Johnny is kilépett vele, és a nap hátralévő részét együtt töltötték, anélkül, hogy Hurley beszélt volna a nyereményről. Megígérték egymásnak, hogy történjék bármi, ők mindig jó barátok lesznek, és sohasem változnak meg. Ígérete ellenére, amikor Johnny tudomást szerzett Hurley nyereményéről, elárulva érezte magát. Dühös lett Hurley-re, és véget vetett a barátságuknak.
Hurley a nyeremény átvétele után kezdte úgy gondolni, hogy a számok, amikkel nyert, átkozottak. Tette ezt azért, mert számtalan szerencsétlenség történt vele felhasználásuk óta. Többek között:
- A nagypapája szívrohamban meghalt, miközben a riportereknek beszélt arról, mihez kezd a Hurley-től kapott pénzzel.
- A papba, aki Hurley nagypapáját temette, belecsapott egy villám a temetés alatt.
- Hurley bátyját elhagyta a felesége (vagy barátnője) egy másik nőért.
- Az anyja kitörte a bokáját, amikor meg akarta neki mutatni a házat, amit a részére vásárolt.
- Ugyanez a ház kigyulladt és elégett.
- A rendőrség tévedésből letartóztatta Hurley-t, mert összekeverték egy drogdílerrel.
- Hurley barátnője, Starla, lelépett egykori barátjával, Johnny-val.
- A Mr. Kotkoda gyorséttermet, amit Hurley vásárolt, eltalálta egy meteorit, még mielőtt megnyílt volna. Az épületben tartózkodó riporternő, Tricia Tanaka, és az operatőrje meghalt.
- Hurley cipőgyára leégett, és nyolc munkás meghalt.
- Trópusi viharok pusztítottak Floridában, tönkretéve Hurley raktárát, amiben narancsot tartott.
- Miközben Hurley a pénzügyi tanácsadójával beszélgetett, egy ismeretlen férfi kizuhant az épületből.

Habár a Hurley környezetében lévőkre rossz hatással lett Hurley szerencsétlenségeinek sorozata, Hurley egyre több és több pénzt keresett. Vásárolt például egy dobozgyárat (ahol később John Locke is dolgozott), és megtette vezetőjévé Randy Nations-t, aki Hurley főnöke volt a Mr. Kotkodában.
Hurley meglátogatta Leonard-ot a Santa Rosa-ban, és elmondta neki, hogy megjátszotta a számokat a lottón. Leonard hangosan rákiabált Hurley-re, azt mondva, hogy ezt nem lett volna szabad megtennie, és hogy "kinyitotta a szelencét". Mielőtt az intézet dolgozói elvezették, azt mondta Hurley-nek, keresse fel egykori katonatárást, Sam Toomey-t, aki Kalgoorlie-ben, Ausztráliában él.
Hurley anyja egy napon hazahozta tizenhét éve távollévő férjét, David-et. David próbálta lebeszélni Hurley-t az ausztráliai útról, mondván, a "Számok" nem bírnak mágikus erővel. Hurley azt gondolta, apja azért jött haza, mert tudomást szerzett a nyereményéről. Nem akarta, hogy maradjon, de David váltig állította, hogy nem ez volt hazatértének oka. Elvitte Hurley-t egy jövendőmondóhoz, akit korábban lefizetett, hogy csináljon úgy, mintha megszabadítaná Hurley-t az átoktól. David terve nem vált be, mert Hurley rájött a cselre. Nem hallgatva az apjára, Hurley megvette a jegyet Ausztráliába. Mielőtt elment, David bevallotta, hogy valóban a pénz miatt jött vissza, de azt mondta, nem ez volt az egyedüli ok: újra jóban akart lenni a fiával. Megígérte Hurley-nek, hogy amikor hazajön, ő továbbra is itt lesz.
Ausztráliában, Hurley rátalált Sam Toomey feleségére, Martha-ra, aki egy a civilizációtól elszigetelt házban élt. Megtudta, hogy a "Számokat" Sam és Leonard egy megfigyelőállomáson hallották először, amikor együtt katonáskodtak a Csendes-óceán térségében. Martha beszélt a szerencsétlenségekről (a lábának elvesztéséről, és Sam öngyilkosságáról), de nem értett egyet Hurley-vel abban, hogy a "Számok" gonoszak.
Hurley az anyja születésnapja előtti napon elhagyta Sydney-t. Számtalan problémába ütközött, mire eljutott a repülőtérig, de végül – utolsóként – sikeresen felszállt az Oceanic Airlines 815-ös járatára. A gépen jókedvre derítette megjelenésével Michael Dawson fiát, Walt-ot.

### A szigeten

#### A lezuhanástól számított 1 – 44. nap (első évad)
Hurley a katasztrófa helyszínén Jack kérésére gondját viseli a várandós Clairenek, és elmenekíti őt a repülőgép szárnyának drámaian égnek meredő szárnya alól, ami kisvártatva leszakad, s ezt egy hatalmas robbanás kíséri. Szemtanúja Jack hősies életmentő "akciójának", ami kellő bizonyíték számára arra, hogy Jack a legalkalmasabb a túlélők vezetőjének. A későbbiekben ezért minden döntését támogatja.
Barátságos és segítőkész túlélőtársai iránt, s humorérzéke sem hagyja el őt a számos tragédia ellenére sem. Összegyűjti a megmaradt étel- és vízkészletet a repülőgépből, segédkezik a sérült Edward mars kezelésénél (bár a vér látványától rosszul lesz), és mindenkivel megpróbál szóba elegyedni. Habár, a koreai Jint sikerül megbántania, amikor az tenger gyümölcseivel kínálja őt, s nevetve elutasítja a kedvességet. Más túlélőkkel együtt Hurley is Jacknek ad igazat abban, hogy a part helyett biztonságosabb a barlangoknál letelepedni, így ő is odaköltözik. A bőröndök között talál egy komplett golfkészletet, és míg mindenki elfoglalja magát a túlélésért folytatott küzdelemmel együtt járó kisebb-nagyobb feladatokkal, egy csodaszép völgyben épít egy golfpályát, s meginvitálja a túlélőket – ahogy ő mondja – az első Sziget Bajnokságra. Michael időpocsékolásnak tartja az ötletet, de Hurley megpróbálja meggyőzni őt róla, hogy téved. „Pocsék az életünk. Mindenki totál feszült, hisz egy szigeten rekedtünk. Vaddisznók, szörnyetegek randalíroznak errefelé, meg ocsmány jegesmedvék. (…) Valahogy ki kell kapcsolódnunk, (…) vagy becsavarodunk a következő katasztrófára várva.” – mondja a maga sajátos stílusában. Meggyőző érvelését siker koronázza; a kezdetben golfozó néhány túlélőhöz egyre többen csatlakoznak.
Miután egy éjjel valaki megtámadja Clairet, Hurley úgy véli, fontos lenne tudni minden túlélő kilétét; "népszámlálást" tart, s végigkérdezgeti társait, hogy mi a nevük, honnan jöttek, mi volt az utazásuk célja, s hogy a parton vagy a barlangoknál élnek. A kész feljegyzést összeveti az utaslistával – amit Sawyer ad át neki -, s döbbenten szembesül vele, hogy az egyik férfi, Ethan, nem utazott a gépen. Felfedezéséről értesíti Jacket, de túl későn: Ethan elrabolja Clairet, illetve Charliet, akivel Hurley a repülőgép-szerencsétlenség után hamar összebarátkozott. Később, amikor Charlie visszatér, és lelövi Ethant, Hurley segít neki eltemetni a holttestet, ugyanakkor aggodalommal figyeli Charlie negatív hangulatváltozását, ezért megkéri Sayidot, beszéljen vele.
Danielle Rousseau, a francia nő papírjai közt Hurley ráakad egy papírcetlire, amin az általa lottón megjátszott számok szerepelnek. Izgatottá válik, mert úgy hiszi, végre választ kaphat az életét megkeserítő "Számok" rejtélyére. A Sayid által is követett drót mentén elindul a dzsungelbe, nyomában Jackkel, Charlie-val, és Sayiddal, akik miután rájöttek, hogy Hurley egyedül van, azonnal utánaeredtek. Épp akkor érik utol Hurley-t, amikor belelép a francia nő egyik csapdájába. Hurley-nek sikerül elmenekülnie onnan, még mielőtt a tüskés fatönk agyonütné, s hasonló szerencsével ússza meg a szakadék fölötti átkelést egy roskatag függőhídon. Nem így Charlie, aki hajszál híján a mélybe zuhan. Az "átok" tehát a Szigeten sem ereszti Hurley-t; míg neki nem esik bántódása, társai veszélybe kerülnek. Elszakadva a csapattól, Hurley végül találkozik Rousseauval, akitől megtudja, hogy lényegében ő is a "Számok" miatt került a Szigetre, de már csak ő él a kutatóhajó legénységéből. Danielle igazat ad Hurley-nek azzal kapcsolatban, hogy a "Számok" átkozottak-e, s ezért Hurley rendkívül hálás, mivel ő az első ember aki hisz neki – még családja is bolondnak vélte meggyőződése miatt. Aznap éjjel, Hurley a tábortűznél ülve beszélget Charlieval, akinek – miután tudomást szerez Charlie immár leküzdött heroinfüggőségéről) – felfedi, hogy odahaza 15 millió dollárja van. Charlie azt hiszi, Hurley csak szórakozik vele, ezért faképnél hagyja. A későbbiekben Hurley megpróbálja rendezni viszonyát Jinnel, amikor is halászleckéket vesz tőle; a nyelvi korlátok ellenére összebarátkoznak. Emellett, Walt társaságában is szívesen múlatja idejét; ostáblát játszanak egymással, méghozzá téttel, s a kisfiú mérhetetlen szerencséjének köszönhetően sok pénzt nyer el Hurley-től.
Egy reggel, Rousseau beállít a táborba, és mindenkit figyelmeztet rá: jönnek a Többiek. Később elvezeti Hurley-t, Jacket, Locke-ot, Kate-et, és Arztot a "Sötét Területre", hogy dinamitot hozzanak a Fekete Szikláról a "fülke" ajtajának kirobbantásához. Útközben menekülniük kell a váratlanul megjelenő "szörny" elől. Míg a csapat nagy része a hajóban van, Hurley szóba elegyedik Arzttal, és beszél neki az őt sújtó "átokról", és arról, hogy az Oceanic gépének lezuhanását is ennek tudja be, s magát okolja a katasztrófáért. A számok a lejárónál ismét "rátalálnak áldozatukra", amikor Hurley felfedezi rajta a hat számjegyet egy véseten. Rosszat sejtve meg akarja akadályozni Locke-ot a robbantásban, de az nem hallgat rá.

#### A lezuhanástól számított 44 – 67. nap (második évad)
Hurley az elsők között jut le a bunkerbe, ahol Jack azt a feladatot adja neki, hogy készítsen leltárat a raktárban található élelmiszerkészletről, majd megkéri őt, ne adjon semmit egyik túlélőnek sem, amíg el nem készült ezzel. Hurley – mióta a lottónyereménye miatt megromlott a barátsága Johnny-val – tudja mivel járhat, ha olyasmi van a birtokában, ami másoknak nincs, ezért eléggé kedvetlenül áll neki a munkának. Megkéri Roset, hogy segítsen neki. Miután Charlie megharagszik rá, amiért nem ad neki mogyoróvajat – amivel Clairenek szeretne kedveskedni – Hurley attól tart, mindenki meg fogja őt utálni, ezért a megmaradt dinamit felhasználásával fel akarja robbantani az összes élelmet. Rose-nak sikerül lebeszélnie őt erről. Tudván, hogy ennyi ételt nem lehet igazságosan elosztani a kb. negyven ember között, Hurley engedélyt kér Jacktől arra, hogy ne a leltár szerint, hanem saját döntése alapján végezze a kiosztást. Jack bízik Hurley-ben, s beleegyezik ebbe; Hurley-nek sikerül minden túlélőt megörvendeztetnie.
Nem sokkal a farokrész túlélőinek megérkezése után, Hurley beleszeret Libbybe, s kis múltán ráveszi magát, hogy beszéljen vele. Hamar egymásra találnak, s a flörtölések közepette Hurley furcsamód rendkívül ismerősnek találja Libbyt. Egy napon, Sawyer rájön, hogy Hurley egy titkos helyen félretett magának egy csomó ételt a bunkerből, és megzsarolja: vagy segít neki, vagy beszámol erről a túlélőknek. Teljesítve Sawyer kérését Hurley egyre inkább bűnösnek tartja magát a felhalmozott élelem miatt; változni akar, ezért kiönti szívét Libbynek, akivel aztán elpusztítja a készletet. Csakhogy kisvártatva új élelemcsomag érkezik, és ismét mindenki Hurley-től várja a porciózást. Hurley épp tiltakozni kezd, amikor megpillantja az elmegyógyintézetben megismert "barátját", Dave-et. Dave a korábbihoz hasonlóan most is arra biztatja Hurley-t, engedjen káros szenvedélyének, a mértéktelen evésnek. Elvezeti Hurley-t egy sziklaszirthez, és azt mondja neki, a Sziget és a túlélők nem léteznek, csupán a képzelete szüleményei, és hozzáteszi, hogy még mindig a Santa Rosában van, méghozzá kómában. A felébredés egyetlen lehetséges opciójának a szirtről való leugrást tartja; Dave ezt meg is teszi. Hurley is megtenné a végzetes ugrást, amikor Libby utoléri őt, és megláttatja vele, mire is készül. Bizonyítja neki, hogy mindaz ami körülveszi, valós. A táborba való visszatérés előtt Libby és Hurley szenvedélyesen csókolózik.
Hurley meglepetés pikniket szervez Libbynek, de az nem egészen úgy sikerül, ahogy tervezi. A Sayid által mutatott eldugott partszakasz helyett saját partjukon kötnek ki, ráadásul Hurley elfelejt italt és pokrócot vinni magával. Libby vállalja ez utóbbi beszerzését, nem sejtve, mi vár rá a bunkerben. Hurley Kate-től tudja meg később, hogy Libbyt meglőtték, és haldoklik. Hurley nyomban odasiet hozzá, s hallja, ahogy Libby halála előtt Michael nevét említi, de naiv módon azt hiszi, Libby Michael állapotára kíváncsi. Csak később jön rá tévedésére.
Jackkel, Kate-tel, Sawyerrel és Michaellel együtt Hurley elindul megkeresni a Többieket. A menetelés közben, Hurley felett elszáll egy madár, ami mintha az ő nevét harsogná. Miután Jack leleplezi, hogy Michael áruló, és hogy ő felelős Ana Lucia és Libby haláláért, Hurley dühöt és csalódottságot érez Michael iránt. Dühe Jacket sem kíméli, amiért elvezette őket a dzsungelbe, miközben tudta, hogy csapda vár rájuk. A Többiek elfogják, s megkötözve egy mólóhoz vezetik őket. Bea Klugh elengedi Hurley-t, és arra utasítja, térjen vissza a táborába, és soha többé ne jöjjön erre. Hurley vonakodik cserben hagyni három társát, de Jack – akinek száját betömték, hogy elnémítsák – bólintásával jelzi neki, ne ellenkezzen.

#### A lezuhanástól számított 69 – 91. nap (harmadik évad)
A visszaúton a táborba, Hurley találkozik Locke-kal és Charlieval, csakúgy mint Desmonddal, aki beszél neki Locke beszédjéről, miszerint megmenti Jacket, Sawyert és Kate-et. Locke azonban csak később, Mr. Eko jegesmedvebarlangból való kiszabadítása után tart beszédet, s ez megláttatja Hurley-vel, hogy Desmond képes a jövőbe látni. Később, Charlieval együtt elhatározzák, hogy kiszedik belőle az igazságot ezzel kapcsolatban, úgy, hogy leitatják őt. A terv azonban nem válik be; Desmond rátámad Charliera.
Vincentet követve, Hurley a dzsungelben megtalálja a DHARMA Kezdeményezés egy már régóta használaton kívül lévő furgonját. Jin és Sawyer segítségével felfordítja, majd megpróbálja beindítani, de nem sikerül neki. Amíg Sawyer és a koreai egy meredek lejtőhöz tolja a furgont, Hurley odamegy Charliehoz, és rábeszéli, hogy ő is üljön be a járgányba, hisz – bár útjuk nem lesz kockázatmentes – nincs vesztenivalója, mivel Desmond szerint a jövőben meg fog halni (Hurley épp ezért akarja egy kicsit kimozdítani Charlie-t a partról, s egyben depressziós állapotából). Miután hátulról meglökve a furgon elindul, Hurley szembeszáll az "átkával", azt mondogatva magában, „a saját szerencséd kovácsa vagy, nincs semmi átok”, mire a járgány a számos sikertelen próbálkozás után végül beindul, pont még mielőtt nekiütköznének egy pár sziklatömbnek. Ezután az egész csapat beszáll a furgonba, hogy tegyenek egy kört; Hurley-nek sikerül mindannyiuk napját szebbé tenni.
Sawyer fogad a túlélőkkel, hogy képes legyőzni legjobb pingpong-játékosukat, de Hurley lazán elbánik vele. A vesztesnek Hurley azt ítéli, hogy egy hétig hanyagolnia kell a különböző – olykor vicces, olykor sértő – becenevek aggatását a túlélőkre. Hurley akkor is épp asztaliteniszezik Sawyerrel, amikor Nikki kibotorkál a dzsungelből, és összeesik. Hurley tévesen halottnak hiszi a nőt, barátjához, Paulohoz hasonlóan, akit ugyanolyan állapotban találnak meg, mint Nikkit. Elbukva a két túlélő "halála" okának keresésében, Hurley egy rövid temetési beszéd után elkezd földet lapátolni rájuk – nem veszi észre, hogy pár pillanattal eltemetése előtt, Nikki kinyitotta szemeit. Később, Hurley ismét túljár Sawyer eszén, amikor átveréssel kényszeríti rá, hogy kedvesebb legyen a túlélőkkel.
Amikor Jack, Kate és Sayid Julietet is magukkal hozva visszatérnek a táborba, Hurley-t odaküldik Juliethez, hogy tartsa rajta a szemét. Hurley elmondja neki, hová temette Charlie-val Ethant. Másnap, Desmond megkéri Hurley-t, tartson vele, illetve Jinnel és Charlie-val egy kis túrára. Az út folyamán észrevesznek egy ejtőernyőst, aki kiugrik egy helikopterből, és a szigeten landol. Miután rátalálnak a nőre (Naomira), levágják őt a fáról, amin fennakadt. Hurley véletlenül fellövi Naomi egyik jelzőrakétáját, előidézve ezzel Mikhail újbóli felbukkanását. Miközben gondját viseli a nőnek, Hurley egy rendkívül furcsa dolgot hall tőle; állítása szerint az Oceanic 815-ös járatát megtalálták az óceán fenekén, benne az összes utas holttestével. Naomi a táborba cipelése után Hurley sátrában kerül elrejtésre a többi túlélő elől.
Hurley is jelen van Jack hatásos bemutatóján, ahol azt szemlélteti, hogyan fog leszámolni a támadó Többiekkel. Amikor Charlie és Desmond csónakkal elindul a Tükör állomáshoz, Hurley csatlakozni akar hozzájuk, de Charlie a súlyára hivatkozva elküldi őt (valójában, Charlie azért utasítja el Hurley-t, mert tudja, hogy megakadályozná őt a csapatért való önfeláldozásában). Így Hurley a túlélők nagy részével tart, akik elmennek a rádiótoronyhoz. Amikor Jack terve balul sül el, és Sawyer Juliettel együtt visszaindul a partra, Hurley nekik is felajánlja segítségét, de ők sem kérnek belőle. Fölöslegesnek érzi magát, ezért elmegy a furgonért, majd váratlanul berobog a partra, és elgázolja az őslakosok vezetőjét, Ryant, lehetővé téve ezzel Sawyernek és Julietnek a foglyul ejtett túlélők kiszabadítását. Miután a Többiek csapatának minden tagjával elbánnak, Hurley rádióadón kapcsolatba lép Jackkel, és tájékoztatja őt a sikerről.

#### A lezuhanástól számított 91 – 108. nap (negyedik évad)
Jack a rádióadón keresztül közli Hurley-vel, hogy a mentőcsapat már úton van. Hurley végtelenül boldog. Beszél Bernardnak a lottónyereményéről és arról a meggyőződéséről, miszerint végre megszabadul az "átoktól", és szabad lesz. Ezen szemlélete és a megmenekülésbe vetett hite arra ösztönzi Hurley-t, hogy beugorjon az óceánba megmártózni. Öröme hamar elszáll, amikor a vízből kijőve megtudja Desmondtól Charlie üzenetét ("Nem Penny hajója"). Nem törődve semmi mással, Hurley követeli, hogy Desmond mondja meg neki, hol van Charlie. Jóbarátja halálának híre teljesen lesújtja Hurley-t.
Amikor Desmond, Sawyer, Juliet és Sayid arról vitatkoznak, figyelmeztessék-e Jacket rádión, Hurley saját kezébe veszi az ügyet: az óceánba hajítja az adóvevőt, majd azt javasolja a többieknek, személyesen beszéljenek Jackkel. Miután elindulnak, Sawyer megkérdezi Hurley-től, minden rendben van-e vele, de Hurley nem akar beszélgetni. Lemaradva a csapattól, Hurley eltéved és ráakad Jacob kunyhójára. Fényt lát odabentről, ezért betekint a törött üvegű ablakon keresztül. Egy férfit lát odabent egy széken ülve, majd hirtelen valaki megjelenik valaki az ablak túloldalán, alaposan megrémisztve Hurley-t. Segítségét kiáltozva elrohan; menekülése közben furcsamód ismét a háznál találja magát. Behunyja szemeit, majd azt mormogja magában, hogy semmi sincs ott. Amikor kinyitja szemeit, a kunyhó valóban eltűnik. A különös eset után Hurley összefut Locke-kal, aki egyetért vele abban, hogy a szigetre érkező embereknek nem az ő megmentésük a célja. Miután az összes túlélő egy helyre gyülekezve találkozik, Hurley leveszi a terhet Desmond válláról azáltal, hogy ő tájékoztatja Clairet Charlie haláláról. Claire zokogva omlik Hurley karjaiba. Eközben Locke és Jack vezetésével két részre szakad a tábot. Hurley úgy dönt, a Barakkokhoz menekülő Locke-kal tart, de csakis Charlie miatt, aki vállalta értük a halált.
Hurley-t hamar nyugtalanítani kezdik Locke döntései és módszerei. Charlotte túszul ejtésekor ellenkezni próbál, de Locke leteremti őt. A házak elérése után Hurley vállalja, hogy segédkezik Locke-nak Sayid és Kate csapdába ejtésében azáltal, hogy úgy tesz, mintha Locke száműzte volna engedetlenségéért. Társai elfogásakor Hurley bocsánatot kér Sayidtól tettéért. Később, Locke megbízza Hurley-t, hogy vigyen élelmet a foglyuknak, a Charlotte-tal helyet cserélt Milesnak. Hurley véletlenül elszólja Katenek, hol tartják a férfit, s ezzel akaratlanul hozzásegíti őt Miles felkeresésében. A csapat letáborozásakor Sawyer közös házba kerül Hurley-vel, s ez ez eléggé bosszantja őt. Ben kiengedésekor Locke mindenkinek beszámol a "mentőhajó" embereinek valós szándékáról, miszerint el akarják fogni Bent, mindenki mást pedig megölnek. Hurley azt is megtudja, hogy Charles Widmore bérelte fel őket, aki az álrepülőgépet a holttestekkel a vízbe helyeztette.
Widmore embereinek támadásakor Hurley magához veszi Aaront, és másokkal együtt Ben házába rejtőzik. Az ablakból látja, ahogy a zsoldosok felrobbantják Claire házát. Sawyernek sikerül kimenekítenie Clairet a romok közül, de Ben nem engedi Hurley-nek, hogy elvigye a torlaszt az ajtóból, és beengedje őket. Hurley ezért betöri az ablakot, és azon keresztül ereszti be két társát. Miután Ben a támadókra uszítja a "szörnyet",  Hurley – követve Ben utasítását – a többiekkel együtt a dzsungelbe rohan. Miután Ben utoléri őket, Hurley beleegyezik, hogy segít neki és Locke-nak Jacob házának megtalálásában.
Azt követően, hogy Locke a kunyhóban találkozik Christian Shepharddel, aki azt mondja neki, költöztesse el a Szigetet, Hurley Bennel és Locke-kal elmegy az "Orchideához". Ben feladja magát Keamynek, hogy Locke lejuthasson az állomás mélyen a föld alatt elhelyezkedő részébe, s ezalatt Sawyer és Sayid rátalál Hurley-re. Hurley örül, hogy mindaketten életben vannak. Ben a szökése után engedélyezi Hurley-éknek a távozást a Szigetről; mindnyájan elmennek a helikopterhez, majd Kate, Sawyer és Aaron csatlakozása után Lapidus elviszi őket a hajóra (Útközben, Sawyer a túl sok súly miatt kénytelen kiugrani.). Épp hogy csak leszállnak a hajóra, amikor megtudják, hogy bomba van a fedélzeten. Sun és Desmond is beszáll a helikopterbe, majd újból felemelkednek. A magasban, Hurley is szemtanúja a hajó felrobbanásának és a Sziget eltűnésének. Az üzemanyag kifogytával mindannyian az óceánba zuhannak, és egy gumicsónakban keresnek menedéket. Miután Penelope Widmore, Desmond szerelme rájuk talál hajójával, Hurley Jack, Sun, Sayid, Kate és Aaron társaságában csónakkal elevez Sumbára.

### A sziget elhagyása után

#### 2005
A Szigetről távozva, Hurleyt és a másik öt túlélőt repülőgéppel egy katonai bázishoz szállítják. A repülőút közben tájékoztatják őket, hogy a bázison családtagjaik és riporterek várnak rájuk, és hogy az emberek úgy emlegetik őket, mint az Oceanic 6. Hurley Kate-hez, Sunhoz és Sayidhoz hasonlóan vonakodik nyilatkozni a riportereknek, ezért ez a feladat Jackre hárul, csakúgy mint a Szigetet és az ott maradt túlélőket védő fedősztori kitalálása. A leszállás után Hurley-t a szülei fogadják. Később, Hurley is megjelenik az Oceanic Airlines sajtókonferenciáján. Az egyik riporter afelől érdeklődik, hogy lehetnek ilyen egészségesek, ha négy hónapot töltöttek egy lakatlan szigeten. Hurley úgy véli, a riporter arra kíváncsi, mért túlsúlyos még mindig, de a nő elutasítja feltevését. Ezután megkérdezi Hurley-től, milyen érzés újból visszakapni a pénzét; Hurley azt felei, nem érdekli a nyereménye, mert az balszerencsét hoz rá. Hazatérésekor Hurley előtt megelevenedni látszik a Sziget, amikor is egy kókuszdiót talál a padlón és különös suttogásokat hall. Követve a hangokat, Hurley fegyver gyanánt felkap egy Jézus-szobrot. Az ajtó kinyitásával Hurley rájön, hogy a suttogások szüleitől és barátaitól származtak, akik meglepetés születésnapi bulit rendeztek neki – ironikusan, trópusi sziget stílusúra rendezve be a lakást. Az ünnepségen Sayid és Nadia, illetve Kate és Aaron is jelen van. David, Hurley apja, félrehívja fiát, és megmutatja neki születésnapi ajándékát: a felújított Camarot. Hurley nyomban beül az autóba, hogy kipróbálja. Rápillantva a kilométerórára, észreveszi, hogy az a "Számokat" mutatja. Azt hiszi, apja szórakozik vele, s bár ő ezt tagadja, Hurley megzavarodva elrohan.
Ugyanebben az évben, Hurley elutazik Koreába, és meglátogatja Sunt, akinek megszületett a gyermeke. Együtt elmennek Jin síremlékéhez.

#### 2006
Hurley egy közértben vásárol, amikor megjelenik előtte Charlie. Hurley-t ez olyannyira felkavarja, hogy beugrik a Camaroba, és elmenekül onnan, végigszáguldva a városon. Hamarosan üldözőbe veszi a rendőrség, amit a TV-közvetítésen keresztül Jack is figyelemmel követ. Amikor Hurley-t letartóztatják, kiabálni kezd az egyik rendőrrel, mondván, ő az Oceanic 6 tagja. Beviszik az őrsre, ahol Mike Walton nyomozó hallgatja ki őt. Walton elmondja neki, hogy a 815-ös járaton neki is volt egy ismerőse: régi munkatársa, Ana Lucia. Megkérdezi Hurley-t, ismerte-e őt, de Hurley letagadja az igazságot. Miután a nyomozó egy időre magára hagyja, Hurley a tükörben Charliet véli látni, ahogy úszik a víz alatt, s kezére az van írva: "SZÜKSÉGÜK VAN RÁD" (úgy, mint ahogy a "NEM PENNY HAJÓJA" felirat volt látható a kezén halála előtt). Ezután az üveg betörik, és víz áramlik a terembe. Hurley az ajtón dörömbölve segítségért kiáltozik. Mikor a nyomozó visszajön, a látomás elmúlik. Walton gúnyosan megjegyzi Hurley-nek, hogy akár elmegyógyintézetbe is vitetheti. Hurley ezt ígéretnek veszi, és köszönetet mond Waltonnak.
A Santa Rosa Elmegyógyintézetben egy Matthew Abaddon nevű férfi keresi fel Hurley-t; azt mondja, az Oceanic Légitársaság küldte. Felajánlja Hurley-nek, hogy ha szeretné, áthelyezteti egy sokkal jobb helyre, ahol még az óceánt is láthatja kitekintve az ablakból. Hurley nem kér ebből; jó neki a Santa Rosa, és nem akarja látni többé az óceánt. Gyanakodóan Abaddon kiléte felől, Hurley elkéri tőle cégkártyáját, mire Abaddon azt mondja, otthon felejtette. A vészjósló tekintetű férfi megkérdezi Hurley-től, a többiek életben vannak-e (a Szigeten maradt túlélőkre gondol). Félelem fogja el Hurley-t, ezért odahívatja az egyik nővért; ám mire az odaér, Abaddonnak már csak hűlt helyét találja.
Egy napon, Hurley az intézet udvarán üldögél, amikor újból felbukkan Charlie. Leül Hurley mellé, és többször azt mondja neki: „Szükségük van rád!” Hurley behunyja a szemét, s elszámol ötig, mire Charlie eltűnik. Később, Jack látogatja meg Hurley-t. Beszédbe elegyednek, és Hurley bocsánatot kér, amiért Locke-ot választotta helyette. Hurley ezután felveti, hogy a Sziget vissza akarja kapni őket, de Jack azonnal tiltakozni kezd, mondván, soha nem mennek vissza oda. „Soha se mondd, hogy soha, haver!” – mondja neki Hurley.

#### 2007
Az egyre inkább hanyatló elmeállapotú Hurley mindennemű orvosságot és kezelést elutasít ápolóitól. Az orvosa behívatja Jacket, hogy beszéljen a páciensével. Hurley azt mondja Jacknek, mindannyian halottak, és nem is jutottak ki a Szigetről. Beszél róla, hogy rendszeresen beszél Charlieval, aki hagyott Jacknek egy üzenetet. „Nem nevelheted fel, Jack!” – olvassa Hurley (nyilván Aaron-ról van szó), mire Jack feldühödik, és azt javasolja Hurley-nek, szedje a gyógyszereit. Távozása előtt Hurley még utána szól, hogy hamarosan őt is fel fogja keresni valaki.
Walt a nagymamája kíséretében látogat el Hurley-hez, és elpanaszolja neki, hogy senki sem látogatta meg őt az Oceanic 6-ból; Jeremy Bentham viszont igen. Később, Hurley épp sakkozik Mr. Eko láthatatlan vagy képzeletbeli másával, amikor Sayid elmegy hozzá. Hurley elmondja neki, hogy Jeremy Bentam őt is felkereste. Attól tart, Sayid vissza akarja őt vinni a Szigetre, de Sayid azt mondja nem oda viszi őt, hanem egy biztonságos helyre.
(Megjegyzés: Jeremy Benthamről kiderült, hogy valójában John Locke az.)